# Mónica Santa María
Mónica Janette Santa María Smith (Lima, 6 de dezembro de 1972 — Lima, 13 de março de 1994) foi uma modelo peruana e apresentadora para crianças. Ela se tornou muito popular quando apresentou o programa de TV peruano Nubeluz. Era filha de  Judith Smith, uma cidadã canadense, e Danilo Santa María; era a segunda filha do casamento de Santa Maria e Smith. Mónica estudou na escola Nuestra Señora del Carmen, também conhecida como Carmelitas, localizada em Miraflores.

## Modelo
Por causa de sua beleza e personalidade extrovertida, ela foi escolhida para fazer publicidade na infância e adolescência e se tornou uma modelo bem-sucedida. Com apenas nove anos, começou sua carreira como modelo, estrelando seu primeiro comercial de TV. Na idade de onze anos, estrelou um comercial de xampu chamado Ammen, que é lembrado até hoje. Quando fez treze anos, tornou-se a principal modelo da empresa peruana Yanbal Cosméticos, hoje Unique. Nesse trabalho, ela conheceu Almendra, que seria sua amiga por oito anos.

## La Dalina Chiquita
Após terminar com sucesso a escola, em dezembro de 1989, ela foi eleita, entre trezentas pessoas, para ser uma das anfitriãs do programa infantil Nubeluz. No início de 1990, sua amiga, Almendra, foi também escolhida. Ambas receberam o nome Dalina, que significa Lady Linda, ou Pretty Lady, em inglês. Mónica foi La Dalina Chiquita ( A Pequena Dalina). Devido à sua altura, Almendra foi A Grande Dalina.
Nubeluz foi assistido por mais de 24 milhões de telespectadores e foi transmitido para outros países como Turquia, Filipinas, Egito, China, Japão e outros países asiáticos. A diferença entre Nubeluz e os outros programas infantis do continente é que o programa era tratado como uma festa, e não como um programa infantil qualquer. Nubeluz foi o programa infantil de maior sucesso na América Latina.O programa inclusive a revista Rolling Stones incluiu o programa entre os 100 melhores programas de TV do mundo.

## Vida pessoal
Mónica estudou administração em um centro de negócios, que pertencia à Universidade do Pacífico, em Lima, mas teve que abandonar o curso porque ela frequentemente tinha que sair em excursões para promover o programa. Mónica tinha depressão, estresse e transtorno bipolar, aparentemente. Ela disse certa vez que estava frustrada porque não tinha tempo para si mesma. Em março de 1993, ela decidiu encerrar o programa e viver com o namorado, Constantino Heredia, na capital dos Estados Unidos, Washington. Sua amiga Almendra teve de voltar para a Índia e Mónica sentiu-se solitária, pois, depois de seis meses, ela decidiu voltar a Lima e ser apresentadora do programa novamente.

## Morte
Mónica foi encontrada morta em sua cama, na segunda-feira, dia 14 de março de 1994. A polícia concluiu que ela suicidou-se com uma arma entre 2h30 e 3h da madrugada, em 13 de março, e depois de ouvir as mensagens de voz deixadas por Constantino no telefone celular. Após uma briga no casamento de um amigo em comum, ficou claro que ela tinha a intenção de cometer suicídio. Quando foi encontrada, estava morta por já 32 horas. Ela tinha apenas 21 anos. Todos ficaram chocados e não conseguiam entender porque ela fez isso. Nubeluz começou a declinar e depois de um tempo alguns das outras "Dalinas", especialmente Lilianne Kubiliun, decidiram encerrar o programa. Nubeluz foi cancelado no verão de 1996.